# 1956年夏季奧林匹克運動會香港代表團
1956年夏季奧林匹克運動會香港代表團是香港業餘體育協會暨奧林匹克委員會派出到澳洲墨爾本參加1956年夏季奧林匹克運動會的代表團，共派出兩名男子運動員參賽，其中張乾文是唯一一位參加過上屆奧運會的運動員。

## 選手成績

### 游泳
| 項目             | 小組名次 | 運動員 | 預賽成績 |
| ---------------- | -------- | ------ | -------- |
|                  |          |        |          |
| 男子100 米自由泳 | 第4名    | 張乾文 | 59.8     |
| 男子100 米自由泳 | 第7名    | 溫兆明 | 1:00.7   |
| 男子100 米背泳   | 第6名    | 張乾文 | 1:14.0   |
| 男子400 米自由泳 | 第7名    | 溫兆明 | 5:02.6   |